# Narcine brasiliensis
Narcine brasiliensis is een vissensoort uit de familie van de schijfroggen (Narcinidae). De wetenschappelijke naam van de soort is voor het eerst geldig gepubliceerd in 1831 door Olfers.